# Shashia

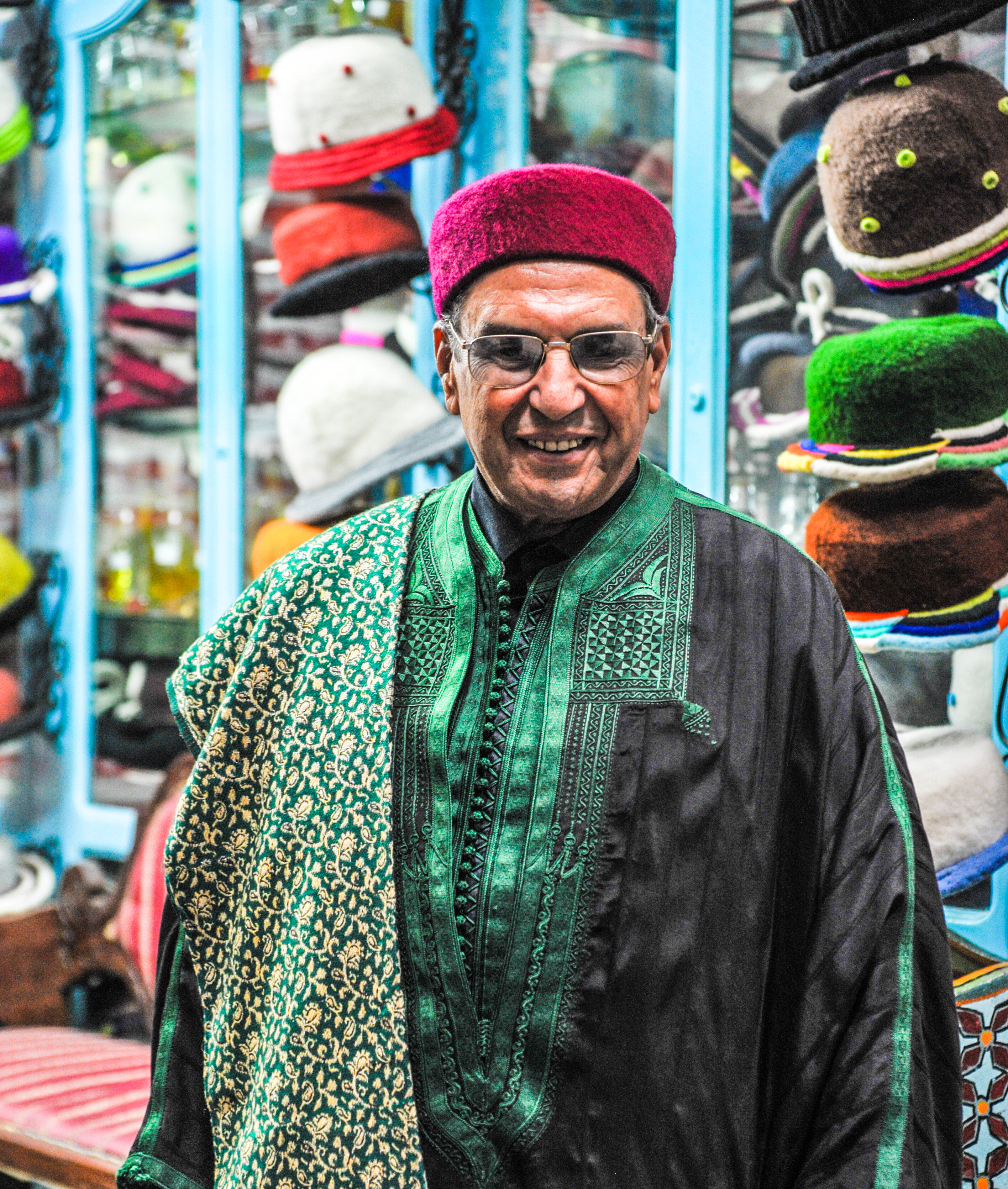
Uomo tunisino che indossa la shashia

La shashia (o, con grafia francese chéchia; in italiano scescia, in arabo ﺷﺎﺷﻴـة‎?, shāshiyya) è un copricapo maschile indossato da numerose popolazioni del mondo islamico. In particolare, si può considerare il copricapo nazionale della Tunisia.
La shashia è in origine un berretto a forma di semplice calotta. La tradizione attribuisce l'origine della sua fabbricazione a Qayrawan, nel secondo secolo dell'Egira. Il suo nome però è un aggettivo sostantivato derivato da Shash (nome dell'odierna Tashkent in Uzbekistan). 
Di forma cilindrica e solitamente di colore rosso vermiglione, la shashia venne importata, nella sua forma attuale, dai mori espulsi dall'Andalusia dopo la conquista di Granada nel 1492. Stabilendosi in Tunisia, loro nuova patria, vi importarono l'artigianato della shashia.
Confezionata da esperti artigiani (shawashi), la shashia giunse ben presto ad occupare tre interi suq della medina (città vecchia) di Tunisi. Il suo successo è tale che dà lavoro a migliaia di persone. Viene esportata in Algeria, Marocco e in Sudan, ma anche nel Vicino Oriente e fin nel cuore dell'Asia.
La shashia tradizionale è fatta di lana pettinata, lavorata a maglia dalle donne che fabbricano le calotte kabbous. Questi berretti vengono poi inviati alla follatura: vengono intrisi di acqua calda e di sapone e gli uomini li pigiano coi piedi per infeltrirli, a tal punto che le maglie del tessuto finiranno quasi per sparire. Viene quindi il trattamento della pettinatura con cardi, per trasformare il feltro in un velluto lanuginoso. Sempre più spesso, però, il cardo viene sostituito da una spazzola metallica. È in questa fase della lavorazione che la shashia viene tinta del suo caratteristico rosso vermiglione, anche se ormai capita di trovarne anche di vari colori.
A partire dagli anni Venti, gli indipendentisti tunisini portano sempre più spesso la shashia testouriyya (originaria di Testour) perché il suo nome ricordava quello del loro partito (Destour).

## Galleria d'immagini

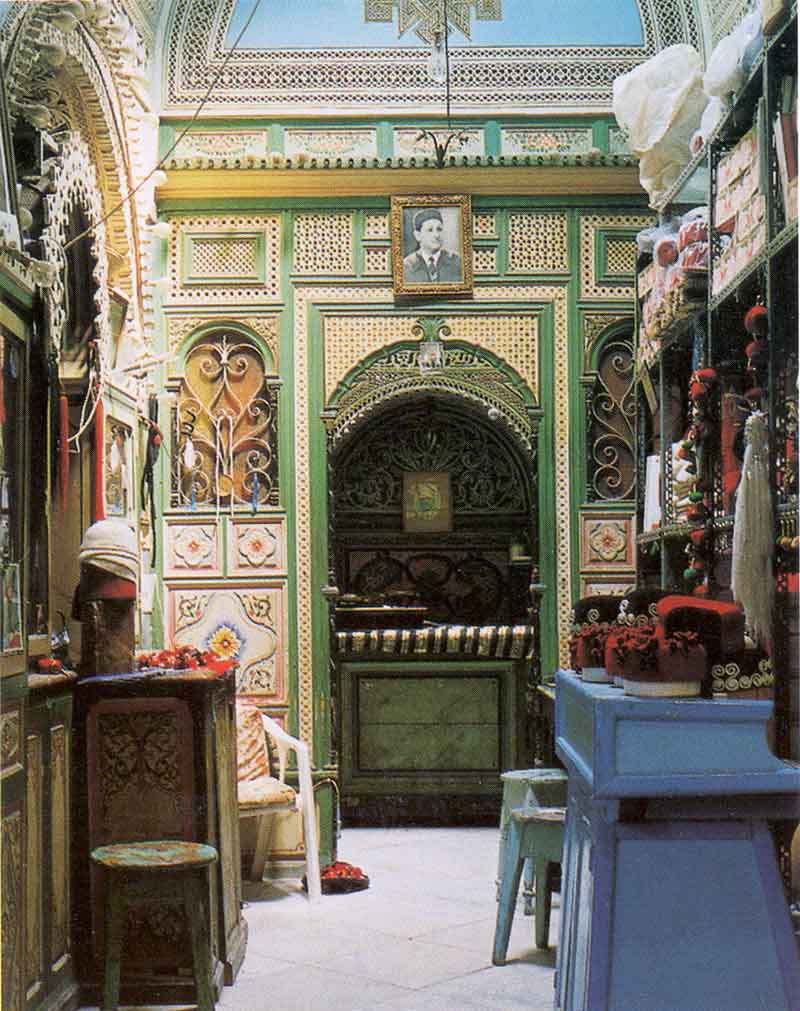
Laboratorio di un artigiano del suq delle shashia a Tunisi
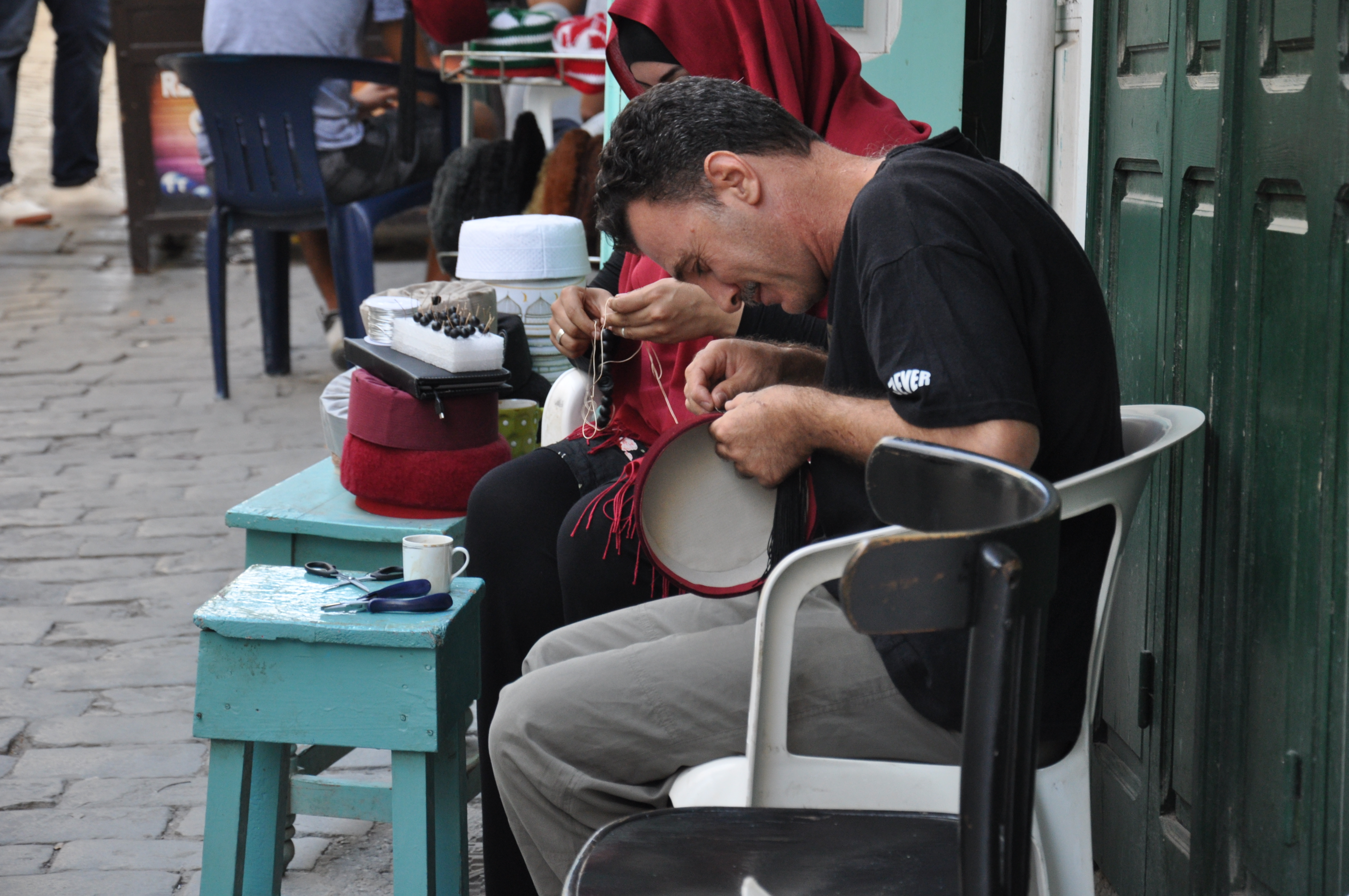
Fabbricazione artigianale
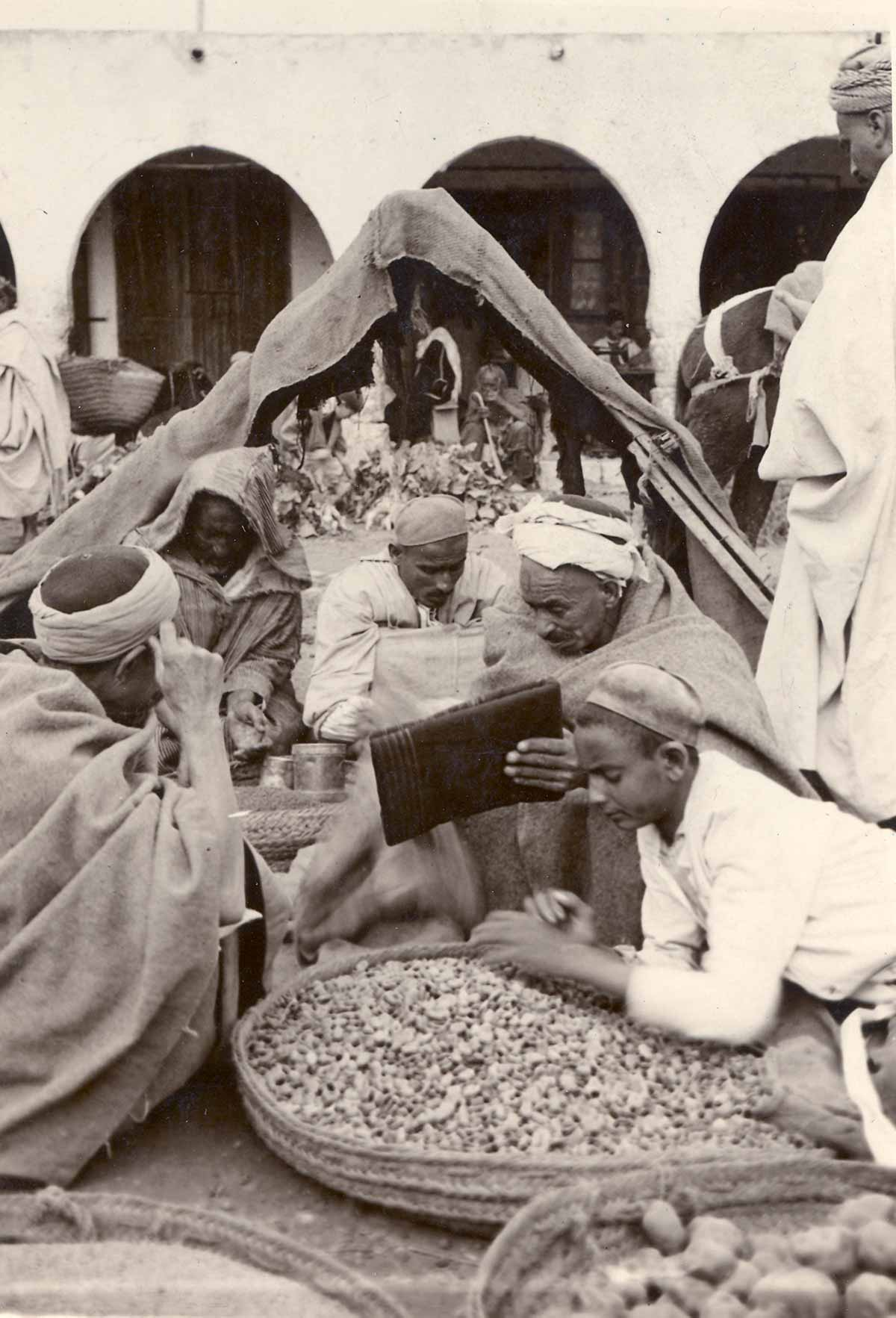
Shashia con e senza turbante, Gafsa, 1930
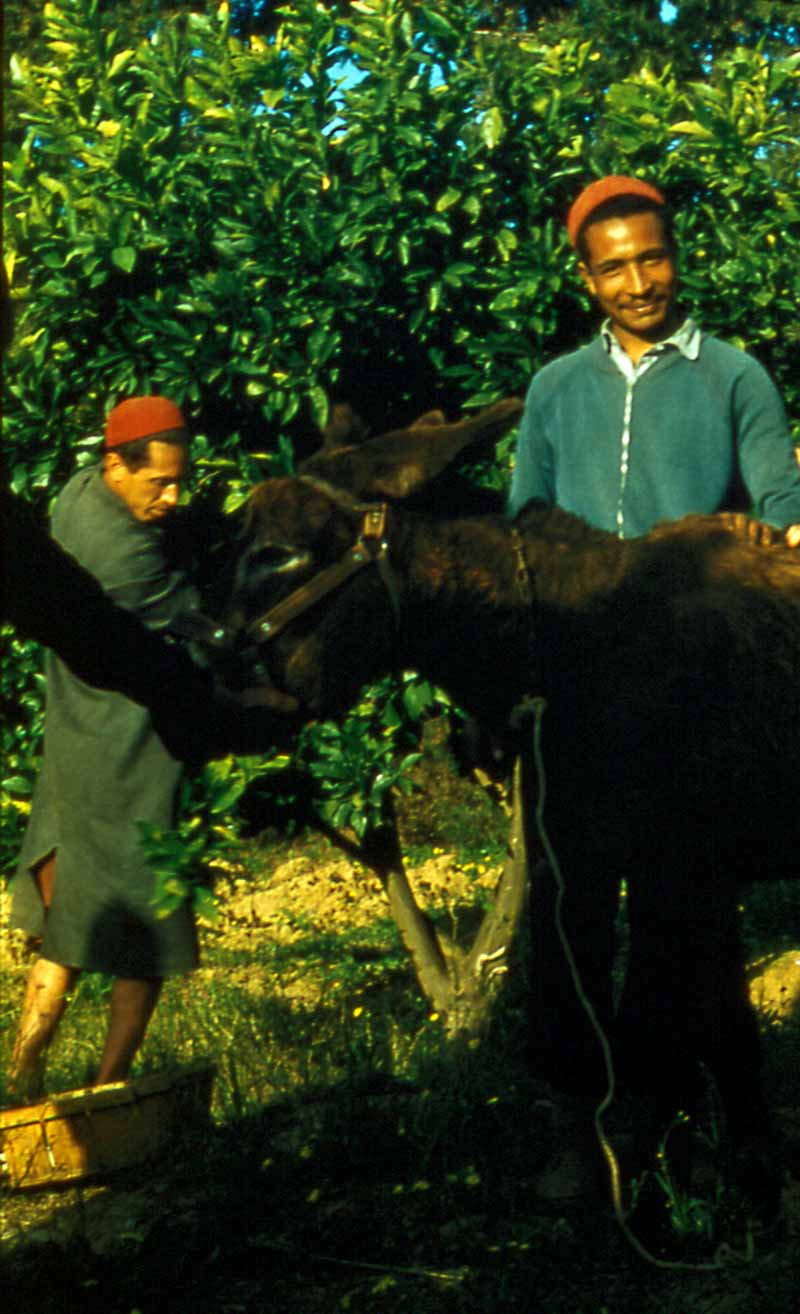
Operai in un aranceto, Ariana, 1960
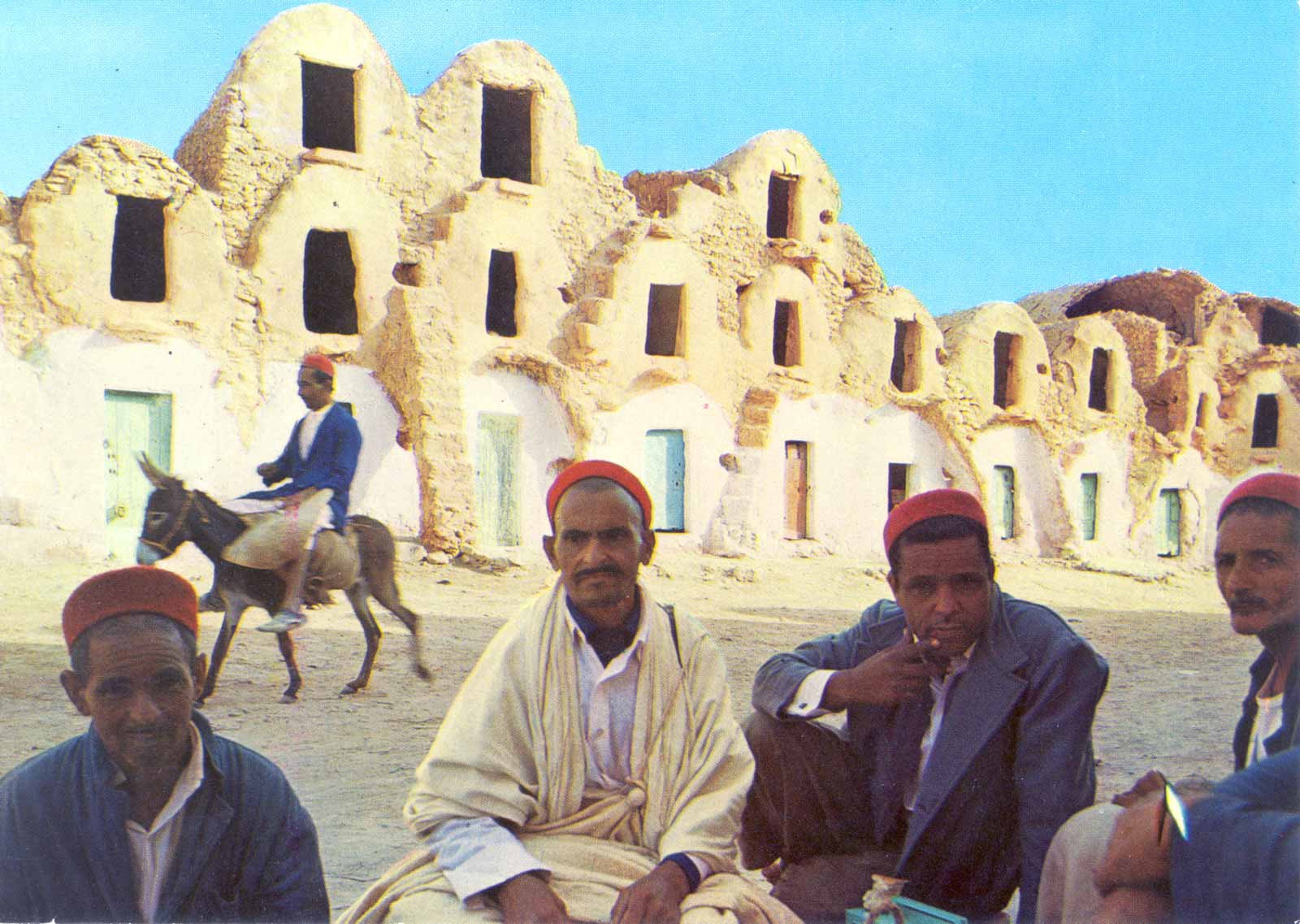
Abitanti di Médenine che indossano la shashia (1990)

## Fasi della fabbricazione
Una divisione del lavoro e ripartizione geografica permettono una produzione artigianale su vasta scala pur conservando la qualità che costituisce il vanto della shashia di Tunisi.  Alla sua fabbricazione contribuiscono una dozzina di persone (un terzo delle quali donne), in diversi punti del paese scelti in funzione delle loro risorse umane o materiali. La qualità delle acque svolge un ruolo molto importante, da cui le scelte differenti per la follatura e per la tintura.
- filatura della lana: Djerba e Gafsa
- lavoro a maglia: Ariana (ad opera di donne specializzate, dette Kabbasat)
- follatura: El Bathan (nelle acque della Medjerda)
- cardatura: El Alia (luogo di origine del cardo)
- tintura: Zaghouan
- messa in forma: Tunisi
- finitura: Tunisi

## Confusioni
- La shashia non va confusa con il fez (detto anche chéchia stambouli). La shashia è morbida mentre il fez è rigido, tronco-conico, alto di forma.
- Non va neanche confusa con la shashia adottata da certe truppe coloniali francesi (zuavi e tirailleurs) che è una lunga cuffia molle.
- Fino al XIX secolo la shashia è stata spesso circondata da un turbante. Probabilmente è da qui che viene il termine francese chèche per designare la lunga striscia di tela che funge da copricapo e vela il volto dei tuareg (litham).